# Plastic Bertrand
Roger Marie François Jouret, més conegut pel nom artístic de Plastic Bertrand, (Brussel·les, 24 de febrer de 1954) és un cantautor, compositor, productor, editor i presentador de televisió belga, conegut sobretot pel hit internacional de 1977, «Ça plane pour moi».

## Inicis
Plastic Bertrand nasqué 24 de febrer de 1954 a la ciutat de Brussel·les, sent fill de pare francès i de mare ucraïnesa. Des de ben petit, fou un apassionat del cant i la música. Als 9 anys, creà el seu primer grug musical on esdevingué el cantant i bateria. Més tard, el seu grup Passing the Time es comprometé amb Radio Veronica per a una primera gira.
Durant aquest temps prosseguí els seus estudis a l'Acadèmia de Música on cursà solfeig i percussió. Es graduà a l'Ateneu Adolphe Max de Brussel·les i, esperant la seva admissió al Reial Conservatori de Música, passà un any a l'Institut de Disseny de Sant Lluc a Brussel·les.
L'any 1973, entrà al Conservatori per a estudiar solfeig, percussió i història de la música. Influït pel moviment punk, creà l'any 1974 el grup Hubble Bubble. Compaginà el seus estudis al Reial Conservatori amb els assajos i els concerts, així com treballant de director al Teatre de les Galeries. L'any 1975, Hubble Bubble tragué el seu primer àlbum homònim. Plastic Bertrand es definí com a cantautor i bateria sota el nom de "Roger Junior". Desgraciadament, el baixista del grup morí en un accident de trànsit quan tornava d'un assaig i el grup es dissolgué. El manager de Hubble Bubble, Bernard Schol, presentà Plastic Bertrand al cantautor i productor Lou Deprijck qui buscava un intèrpret quan tot justa acabava d'enregistrar la maqueta «Ça plane pour moi» a l'estudi afegint-hi les seves pròpies veus.

## Carrera
El nom de "Plastic Bertrand" feu referència a Bert Bertrand, un periodista de rock belga qui encarnà el microcosme belga del punk, durant la segona meitat dels anys 1970. L'any 1977, Plastic Bertrand debutà en solitari amb el senzill «Ça plane pour moi». El títol de la cançó fou adaptat en anglès com a «Jet Boy, Jet Girl» per Elton Motello (àlies Alan Ward). En poques setmanes, circularen 950.000 exemplars del senzill. Avui en dia, les seves vendes arreu del món s'estimen a més de 6 milions, fet el que converteix a «Ça plane pour moi» en un gran clàssic del punk-new wave-pop. La cançó fou versionada per diferents grups de música com ara BlackRain, Telex, Sonic Youth, The Presidents, Red Hot Chili Peppers, Headcoatees, The Lost Fingers, la cantant Leila K, the Damned, Nouvelle Vague, David Carretta, The BossHoss i U2, en directe, a les marxes del Palau dels festivals de Cannes de 2007.
«Ça plane pour moi» també fou escollida com a banda original de moltes pel·lícules i campanyes publicitàries. Com per exemple, l'any 1985 a la pel·lícula de Warner Bros. Per fi ja són vacances; el 1999 a Me Myself I; el 2011 a la pel·lícula de Danny Boyle 127 Hours i el 2012 a Ruby Sparks. La cançó també serví per acompanyar els crèdits de la pel·lícula Jackass 3.5. L'any 2010, Una altra cançó seva, Stop ou Encore s'utilitzà a Tres reis amb George Clooney, l'any 1999.
Pel que fa a la publicitat, a principis de 2006 Coca-Cola trià «Ça plane pour moi» per a la seva campanya publicitària a l'Àsia. De sobte, el seu títol es convertí en la cançó en francès més reproduïda al continent. En canvi, Pepsi la trià per a la seva campanya estatunidenca. L'abril de 2011, «Ça plane pour moi» s'utilitzà com a banda sonora d'un anunci de Time Warner Cable als Estats Units.
L'any 1977, actuà a Europa, Japó, Austràlia i Amèrica del Nord, convertint-se així en un dels pocs artistes de parla francesa a aparèixer a la classificació de la revista Billboard. Durant aquest període, participà en els programes de televisió més importants del món i també presentà programes com Jackpot a TF1, Destination Noël a France 2, Due Per Tutti a Rai 2 o Supercool a RTBF.
Entre 1977 i 1984, gravà cinc àlbums d'estudi i alguna selecció dels millors temes. Entre 1982 i 1985, visqué a Milà, on milions d'italians seguiren les seves aventures en una fotonovel·la de la qual fou l'estrella. Després, escrigué i gravà amb Daniel Balavoine i Anni-Frid Lyngstad d'ABBA, Abbacadabra, un conte musical infantil. A principis de la dècada de 1980 aparegué al cinema a Legitime Violence i col·laborà amb Vladimir Cosma en diverses pel·lícules, incloent Astèrix i la sorpresa del Cèsar. El 1988, signà un àlbum molt ballable, al so del new beat, produït per Serge Ramackers, amb el segell Play that Beat! i recompensat amb un disc d'or pel senzill «Slave to the Beat».
Durant els anys 1990, explorà una nova faceta musical: la producció i l'edició. L'any 1994 gravà l'àlbum Suite Diagonale per a Sony amb participacions de Jacques Lanzmann i Marc Lavoine. Formant l'empresa MMD amb Pierrette Broodthaers, produí dos àlbums de David Janssen, un àlbum de música contemporània turca per a orgue i clavicèmbal amb Leyla Pınar, un àlbum de música tradicional dels Balcans amb el cor Kazansky i un senzill del cèlebre "llençador de pastisos" belga, Noël Godin («Chantilly, c’est parti»).
Al marge de la seva carrera musical, continuà apareixent en nombrosos programes de televisió d'Europa, com Eurotrash del Channel 4 i el programa de tertúlia Clarkson de la BBC Two, i també presentà l'espectacle bimensual Duel durant dues temporades a la televisió belga RTBF. Obrí una galeria d'art contemporani a Brussel·les anomenada Broodthaers & Bertrand. Al mateix temps, el Museu d'Art Contemporani de Valenciennes i l'artista belga Jacques Charlier, li reteren homenatge exposant 120 serigrafies del seu retrat al mode d'Andy Warhol. També actuà de comediant al curtmetratge Baoum de Thierry Dory.
L'any 1998, després haver venut més de 20 milions de discos al món i haver-se dedicat a la producció i a l'art contemporani, fou aclamat com el «Retorn de l'artista més esperat» (Most Wanted Comeback Artist)a les ones de MTV i la discogràfica Universal tragué un doble àlbum de selecció de les seves millors cançons.

## Discografia

### Àlbums
- 1978: AN1 (amc Records)
- 1979: J'te fais un plan (amc Records)
- 1980: L'Album (amc Records)
- 1981: Plastiquez vos baffles (amc Records)
- 1981: Grands succès/Greatest Hits (amc Records)
- 1983: Chat va...Et Toi? (amc Records)
- 1988: Pix
- 1994: Suite diagonale
- 2002: Ultraterrestre (RM Records)
- 2009: Dandy Bandit (MMD Records)

### Senzills
- 1975: New Promotion / You'll Be The One
- 1977: Ça plane pour moi / Pogo Pogo
- 1978: Bambino/Le Petit Tortillard
- 1978: Super Cool / Affection
- 1978: Sha La La La Lee / Naif Song
- 1978: Tout petit la planète / C'est le Rock'N'Roll
- 1979: Tout petit la planète / J'te fais un plan/Hit 87
- 1979: Sentimentale moi / Quais Quais Quais Quais
- 1979: Sentimental me / Sentimentale moi
- 1979: Le Monde est merveilleux / J'te fais un plan
- 1979: Sans Amour / Plastic Boy
- 1979: Téléphone à téléphone mon bijou / Stop ou encore
- 1980: Téléphone à téléphone mon bijou / Kangourou Kangourou
- 1980: Hula Hoop / Amoureux fou de toi
- 1981: Jacques Cousteau / Paradis
- 1981: La Star à pécole / Baby Doll/Cœur D'acier
- 1982: L'amour Ok / New York / Cœur d'acier / Stop ou encore
- 1982: Ping Pong / Cœur D'Acier
- 1982: Duo Avec Nathalie
- 1983: Arrêt d'autobus[18] / Mon Nez, mon nez[19]
- 1983: Chat / Fou des Fifties
- 1983: Major Tom / Miss Italie
- 1983: Gueule d'amour / Down Town
- 1985: Astérix est Là / Le Secret du druide
- 1986: Je l'jure / La Fille du premier rang
- 1986: Let's Slow Again / Toujours plus haut
- 1987: Amour, Amour
- 1988: Démente a la menthe
- 1989: Slave To The Beat / Plastiiic Acid Mix
- 1990: Sex Tabou
- 1990: House Machine / Club Control feat. Plastic Bertrand
- 1994: Les Joueurs de Tchik Tchik
- 2002: Play Boy / Canape
- 2003: Plasticubration / Tous, Touchez-vous
- 2005: Machine/Remixes, juntament amb Dj Frigid
- 2009: 4 Love, juntament amb Alec Mansion per l'àlbum de Léopold Nord
- 2012: Notre Liberté per les «Restos du cœur» belgues

## Filmografia
- 1982: Légitime Violence de Serge Leroy
- 1985: Astèrix i la sorpresa del Cèsar de Gaëtan i Paul Brizzi. Hi interpreta les cançons «Astérix est là» i «Le Secret du Druide».
- 1996: Baoum, curtmetratge de Thierry Dory
- 2004: Casablanca Driver de Maurici Barthélemy, al paper de pop-star
- 2007: Le Bénévole de Jean-Pierre Mocky, al paper secundari d'un arquebisbe
- 2009: On a kidnappé Plastic Bertrand, curtmetratge amb Chad Chenouga, Bruno Solo i Carole Richert

## Televisió

### Telefilms
- 1983: Abbacadabra d'Alain Boublil i Daniel Boublil al qual Bertrand juga el paper de Pinotxo
- 1998: Ivre Mort Pour La Patrie de Vincent Hachet
- 1999: Si j'avais dix trous de cul de Noël Godin

### Programes
- Jackpot, presentador, TFI
- Destination Noël, presentador, France2
- Due per Tutti, presentador, RAI2
- Supercool, presentador i productor, RTBF
- 1999-2000: Duel, presentador, RTBF
- 2002: Star Academy belge, director-presentador, RTL-TVI.
- 2003: Hit Story, presentador, France3
- 2005: La Ferme Célébrités, participant, TF1.
- 2006: Plastic Bertrand court toujours, reportatge biogràfic d'Olivier Monssens
- 2011: Un diner presque parfait, participant d'una setmana a Brussel·les, M6

## Guardons i distincions
- 16 discos d'or
- 5 discos de platí
- Premi Billboard dels Estats Units
- Gran Premi de l'Acadèmia Francesa
- Premi Sabam (Bèlgica)
- Copa Rolls Royce (Itàlia)
- Gran Premi del Midem
- Who's Who of the Year
- Cavaller de l'Orde de la Corona pel rei Albert II de Bèlgica